# Strofa czternastowersowa
Strofa czternastowersowa – forma stroficzna składająca się z czternastu linijek, połączonych różnymi układami rymów.
Strofy czternastowersowe występują w poezji europejskiej rzadko, podobnie jak wszystkie formy dłuższe od decymy. 
Najbardziej znaną strofą czternastowersową jest strofa onieginowska, rymowana ababccddeffegg.
Мы все учились понемногу,
Чему-нибудь и как-нибудь;
Так воспитаньем, слава Богу,
У нас немудрено блеснуть.
Онегин был, по мненью многих
(Судей решительных и строгих),
Ученый малый, но педант.
Имел он счастливый талант
Без принужденья в разговоре
Коснуться до всего слегка,
С ученым видом знатока
Хранить молчанье в важном споре
И возбуждать улыбку дам
Огнем нежданных эпиграмм.
(Евгений Онегин)
Czeski poeta Vladimír Holan zastosował strofę czternastowersową w poemacie epickim Cesta mraku. Strofa Holana, pisana czterostopowym jambem nawiązuje do strofy onieginowskiej, choć rymuje się w inny sposób.
Strofę czternastowersową wykorzystał w jednej ze swoich kancon Francesco Petrarca.
Ne la stagion che ’l ciel rapido inchina
verso occidente, et che ’l dí nostro vola
a gente che di là forse l’aspetta,
veggendosi in lontan paese sola,
la stancha vecchiarella pellegrina
raddoppia i passi, et piú et piú s’affretta;
et poi cosí soletta
al fin di sua giornata
talora è consolata
d’alcun breve riposo, ov’ella oblia
la noia e ’l mal de la passata via.
Ma, lasso, ogni dolor che ’l dí m’adduce
cresce qualor s’invia
per partirsi da noi l’eterna luce.
Natomiast Guido Cavalcanti zastosował strofę czternastowersową w swojej pieśni Io non pensava che lo cor giammai:
Io non pensava che lo cor giammai
avesse di sospir’ tormento tanto,
che dell’anima mia nascesse pianto
mostrando per lo viso agli occhi morte.
Non sentìo pace né riposo alquanto
poscia ch’Amore e madonna trovai,
lo qual mi disse: «Tu non camperai,
ché troppo è lo valor di costei forte».
La mia virtù si partìo sconsolata
poi che lassò lo core
a la battaglia ove madonna è stata:
la qual degli occhi suoi venne a ferire
in tal guisa, ch’Amore
ruppe tutti miei spiriti a fuggire.
Cavalcanti użył stancy czternastolinijkowej również w jednym ze swoich najsławniejszych utworów, kanconie Donna me prega.